# اندیس سنگ چشمه
سنگ چشمه یک اندیس غیرفلزی است که در حوالی شهر جیرنده استان گیلان قرار دارد و مادهٔ معدنی موجود در آن، سیلیس است.  